# Teater Halland
Teater Halland är Hallands läns länsteater, grundad i Varberg år 1990. 

## Historik
Teater Halland startade som försöksverksamhet i före detta yllefabriken Caprinus lokaler i Varberg inom Hallands länsteaterförening 1990. År 1996 inledde teatern med produktionen Hamlet - om vi hinner en flerårig satsning på nyutveckling av teaterformen commedia dell'arte med klassiska teaterverk i form av clownspel; denna grupp har sedan blivit en självständig turnerande clownensemble under namnet 123 Schtunk. Med en uppsättning av Selma Lagerlöfs Herr Arnes penningar  invigdes 2003 teaterns nuvarande lokaler i cykelfabriken Monarks tidigare fabrik vid Birger Svenssons väg i Varberg. Teatern är sedan 2006 ett av Region Halland helägt aktiebolag med uppdrag att bedriva professionell teaterverksamhet för barn, ungdomar och vuxna.
Från januari 2017 är Anna Sjövall vd och konstnärlig ledare för teatern.

## Teaterchefer
- 1990–1993 – Ingrid Kyrö (administrativ chef)
- 1991–1995 – Ingemar Carlehed (konstnärlig ledare, från 1993 även administrativ chef)
- 1995–2007 – Stefan Ridell
- 2008–2016 – Maria Ericson
- 2017–       Anna Sjövall